# August Seidel (filolog)
August Seidel, född den 29 september 1863 i Helmstedt, död 1916, var en tysk orientalist.
Seidel, som var generalsekreterare i Deutsche Kolonialgesellschaft i Berlin december 1889–december 1903, är mest känd som författare till varjehanda populära handböcker i de mest olika, för européer exotiska språk. Hit hör Grammatik der japanischen Umgangssprache (1890; 3:e upplagan 1909), Praktische Grammatik der Suaheli-sprache (1890; 2:a upplagan 1906), Praktische Grammatik der neupersischen Sprache (1890), Praktische Grammatik der malayischen Sprache (1891; 2:a upplagan 1908), Praktische Grammatik arabischen Umgangssprache syrischen Dialekts (samma år),
Handbuch der Shambala-sprache in Usambara (1895), Suahili-konversationsgrammatik (1900), Chinesische Konversationsgrammatik im Dialekt der nordchinesischen Umgangssprache (1901), Systematisches Wörterbuch der nordchinesischen Umgangssprache (Peking-dialekt)
(1901; 2:a upplagan 1904), Systematisches Wörterbuch der Suahili-sprache in Deutsch-Ostafrika (1902), Grammatik der japanischen Schriftsprache (1904), Die Haussa-sprache (1906), Marokkanische Sprachlehre (1907), Wörterbuch der deutsch-japanischen Umgangssprache (1910-12) och La langue congolaise (samma år). Bland hans övriga arbeten märks Anthologie aus der asiatischen Volkslitteratur (i "Beiträge zur Volks- und Völkerkunde", VII, 1898) samt åtskilliga skrifter rörande de tyska kolonierna i Afrika och de svartas etnografi. Dessutom utgav han 1895-1903 "Zeitschrift für afrikanische, ozeanische und ostasiatische Sprachen" och uppsatte 1898 tidskriften "Bibliothek der Länderkunde" (tillsammans med Rudolf Fitzner och Alfred Kirchhoff).